# Le Pardon (Bernard)
Pour les articles homonymes, voir Le Pardon.
Le Pardon – ou Les Bretonnes dans la prairie – est un tableau réalisé par le peintre français Émile Bernard en 1888. De format horizontal, cette huile sur toile est une scène de genre qui représente des femmes en costume breton se reposant dans une prairie à l'occasion d'un pardon à Pont-Aven, dans le Finistère.
Apportée par Paul Gauguin à Arles, dans les Bouches-du-Rhône, dès l'année de sa création, l'œuvre y est aussitôt copiée par Vincent van Gogh. Elle est ensuite montrée à Paris lors de l'exposition Volpini en 1889 et au Salon des indépendants en 1892. Passée entre les mains d'Arsène Alexandre, d'Ambroise Vollard puis de Maurice Denis, elle est achetée en 2019 par le musée d'Orsay. Pour cette acquisition, l'établissement bénéficie du mécénat d'Axa.

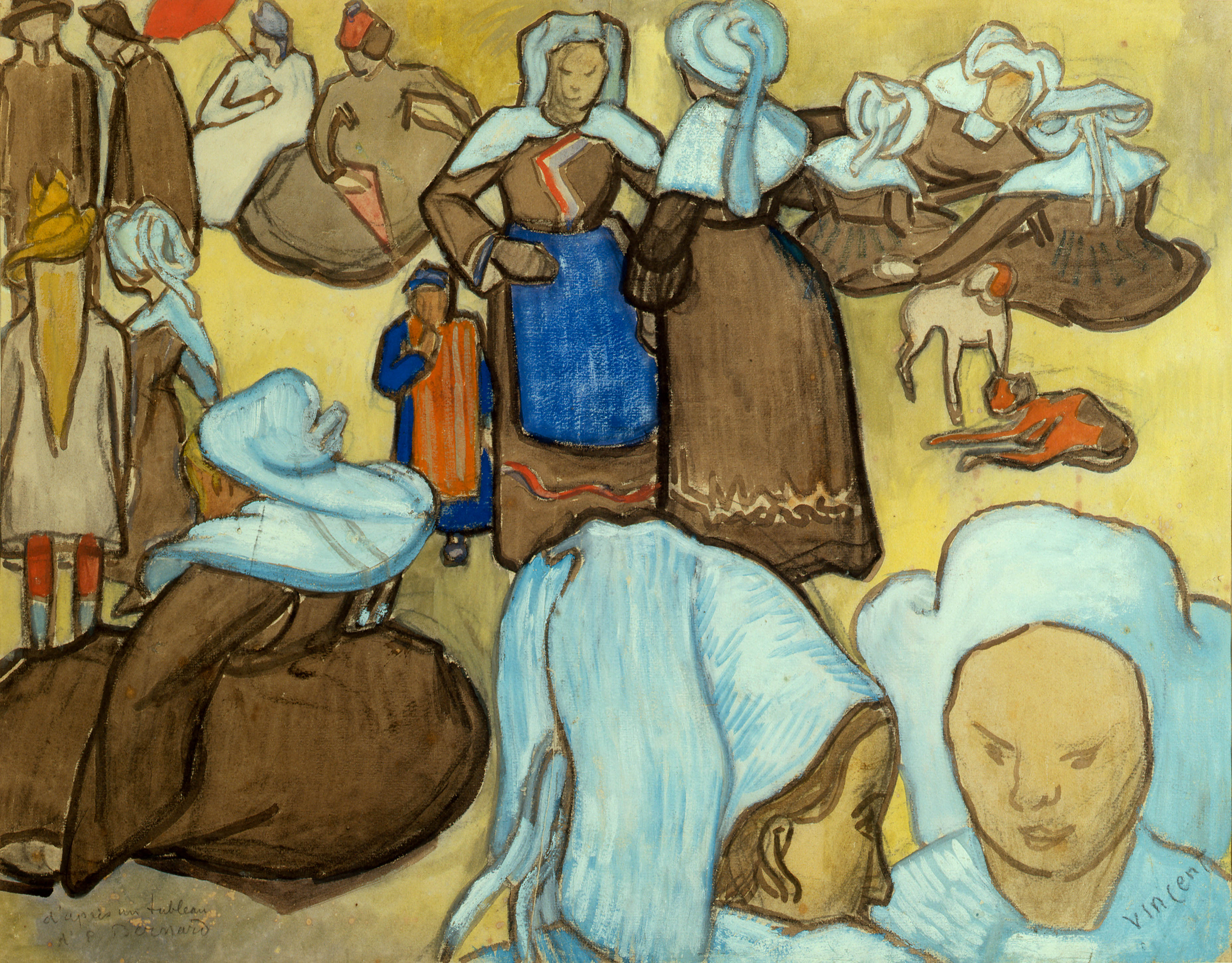
Vincent van Gogh, Les Bretonnes et le pardon à Pont-Aven, 1888 – Galerie d'art moderne de Milan, Milan.